# 戴夫·福尼
戴夫·福尼（英語：Dave Forney，1940年3月6日—），美国电气工程学家。他主要以对电信系统论，特别是编码理论和信息论的研究而知名。他1961年获普林斯顿大学学士学位，1963年、1965年先后获麻省理工学院博士学位。1965年加入克迪科思公司，1970年主持设计了高速的9600 bit/s调制解调器。1971-1972年在斯坦福大学做研究，回到克迪科思后成为研发部副主任。1977年克迪科思被摩托罗拉收购后任信息系统组副主任，1999年退休。1992年获IEEE爱迪生奖章。福尼曾被选为IEEE会员（1973）、美国国家工程院院士（1983）、美国国家科学院院士（2003）。2016年获IEEE荣誉奖章。